# Hubert Lagardelle
Hubert Lagardelle (Le Burgaud, 8 juli 1874 – Parijs, 20 september 1958) was een Franse denker van het revolutionaire syndicalisme. Hij was minister van Arbeid in het Vichy-regime.
Lagardelle studeerde af op het proefschrift over vakbonden. Hij begon zijn carrière als publicist in Toulouse bij het marxistische tijdschrift La Jeunnesse socialiste (1895). In 1896 trad hij toe tot de Franse Arbeiderspartij (marxistisch) van Jules Guesde. 
Lagardelle werd beïnvloed door de theorieën van Pierre-Joseph Proudhon, Karl Marx en Georges Sorel. Daarna richtte hij Le Mouvement socialiste (1899-1914) op, een theoretische tijdschrift van het socialisme en revolutionair syndicalisme die nog steeds een verwijzing is in de geschiedenis van het Franse socialisme. Lagardelle was een militante socialist en woonde bijeenkomsten bij van het Confédération Générale du Travail, CGT en droeg bij aan de vorming van het revolutionaire syndicalistische ideologie van de jaren 1904-1908.
Na tien jaar raakte Lagardelle teleurgesteld in de CGT en trok naar Toulouse om daar toe te treden tot de lokale Kamer van Koophandel. Net als andere revolutionaire syndicalisten en leden van de linkervleugel van de arbeidersbeweging (Gustave Hervé, Jean Allemane, Georges Valois, etc. in Frankrijk en Benito Mussolini in Italië) werd Lagardelle verleid door de oplossingen van het linkse fascisme. In 1926 trad hij toe tot de sectie van Toulouse du Faisceau van Georges Valois, de eerste Franse fascistische partij. 
Gefascineerd door het Italiaanse fascisme woonde Lagardelle van 1932 tot 1937 in Italië en assisteerde daar de Franse ambassadeur Henry de Jouvenel in een poging om een Frans-Italiaanse alliantie om de Duitse expansiedrift te blokkeren. Het was op mislukken gedoemd.  
Na de val van Frankrijk in juni 1940 participeerde Lagardelle bij het Institut d’études corporatives et sociales en het Centre français de synthèse. Hij werd minister van Arbeid in de Vichy-regering van Pierre Laval (april 1942-november 1943). In 1943 werd hij gedwongen af te treden als minister en werd hij redacteur van collaborerende linkse krant La France socialiste. In 1946 werd Lagardelle tot een levenslange gevangenisstraf veroordeeld. Hij overleed in 1958. 